# Feuillets d'album
Feuillets d'album est un recueil de six mélodies composées par Hector Berlioz, de 1834 à 1846, et publié comme op. 19 en 1850.

## Composition
Les mélodies de Feuillets d'album sont composées par Hector Berlioz sur plusieurs années, sans compter les différentes versions de certaines mélodies : Les Champs est composé en 1834, La belle Isabeau en 1843, Le Chasseur danois en 1844, Zaïde en 1845, Le Chant des chemins de fer et la Prière du matin en 1846.

## Présentation
Le catalogue des œuvres de Berlioz établi par le musicologue américain Dallas Kern Holoman présente les versions successives des mélodies de Feuillets d'album, publié par le compositeur sous le numéro d'op. 19 en septembre 1850 :
1. Zaïde
2. Les Champs
3. Le Chant des chemins de fer
4. Prière du matin
5. La belle Isabeau
6. Le Chasseur danois

La publication de Feuillets d'album, Fleurs des landes et Vox populi rapporta « un peu d'argent » au compositeur — « ce n'était cependant pas assez » : Berlioz, qui ne trouve pas d'éditeur pour Les Soirées de l'orchestre, « se débat dans des difficultés financières ».
Feuillets d'album constitue les six derniers numéros dans la grande Collection de 32 mélodies de Berlioz publiée en novembre 1863, en même temps que la partition, également réduite pour chant et piano, des Troyens (en deux parties, La Prise de Troie et Les Troyens à Carthage).

## Analyse
Dernier de ses quatre cycles de mélodies, Feuillets d'album est caractéristique des méthodes de composition de Berlioz, multipliant « ces pages conçues isolément, mais incluses dans des ensembles plus vastes ».

## Discographie
- Hector Berlioz : The Complete Works (27 CD, Warner Classics 0190295614447, 2019)
Zaïde (H 107B) par Véronique Gens (soprano), l'Orchestre de l'Opéra de Lyon et Louis Langrée (dir.), CD 12
Les Champs (H 67B) par John Aler (ténor) et Cord Garben (piano), CD 8
Le Chant des chemins de fer (H 110) par Rolando Villazón (ténor), le chœur Les Éléments, l'Orchestre national du Capitole de Toulouse et Michel Plasson (dir.), CD 12
Prière du matin (H 112) par le Heinrich Schütz Choir and Chorale, Peter Smith (piano) et sir Roger Norrington (dir.), CD 12
La belle Isabeau (H 94) par Anne Sofie von Otter (mezzo-soprano), Cord Garben (piano) et des membres du Royal Opera Chorus de Stockholm, CD 12
Le Chasseur danois (H 104B) par Gilles Cachemaille (baryton), l'Orchestre de l'Opéra de Lyon et Louis Langrée (dir.), CD 12
- Hector Berlioz, Œuvres pour chœur — Prière du matin par le chœur de l'Orchestre national de Lyon, Noël Lee (piano), dirigés par Bernard Tétu (Harmonia Mundi, HMC 901293, 1989)

### Biographies
- David Cairns (trad. de l'anglais), Hector Berlioz. Servitude et grandeur (1832-1869), Paris, Fayard, 2002, 944 p. (ISBN 2-213-61250-1) traduit par Dennis Collins.

### Monographies
- Pierre Citron, Cahiers Berlioz no 4, Calendrier Berlioz, La Côte-Saint-André, Musée Hector-Berlioz, 2000 (ISSN 0243-3559)
- Pierre-René Serna, Berlioz de B à Z, Paris, Van de Velde, 2006, 264 p. (ISBN 2-85868-379-4)

### Articles et analyses
- Gérard Condé et Gilles Cantagrel (dir.), Guide de la mélodie et du lied, Paris, Fayard, coll. « Les Indispensables de la musique », 1994, 916 p. (OCLC 417117290, BNF 35723610), p. 52